# Ultima analisi: omicidio
Ultima analisi: omicidio (Mordkommission) è una serie televisiva tedesca in 12 episodi trasmessi per la prima volta nel corso di 2 stagioni dal 1998 al 2000.
È una serie poliziesca incentrata sulle vicende di due ispettori della Squadra Omicidi di Amburgo, Lilli Kutschinsky e Ralf Heine.

## Personaggi e interpreti
- Lilli Kutschinsky, interpretato da Gunda Ebert
- Ralf Heine, interpretato da Jophi Ries

### Guest star
Tra le guest star: Guntbert Warns, Dietmar Bär, Michael Brandner, Mina Tander, Gerda Gmelin, Ellen Ten Damme, Rotraud Conrad, Teresa Harder, Fritz Hollenbeck, Shaun Lawton, Brigitte Böttrich, Bernd Stegemann, Nils Bokelberg, Dietrich Adam, Christiane Carstens, Zacharias Preen, Thomas Bestvater, Alexander Pelz.

## Produzione
La serie fu prodotta da Monaco Film GmbH e Zweites Deutsches Fernsehen e girata ad Amburgo in Germania. Le musiche furono composte da Mick Baumeister e Tom Dokoupil.

### Registi
Tra i registi sono accreditati:
- Dietmar Klein in un episodio (1998)
- Klaus Emmerich in un episodio (1999)
- Matthias Glasner in un episodio (1999)
- Michael Mackenroth in un episodio (1999)
- Hans-Christoph Blumenberg in un episodio (2000)
- Nils Willbrandt in un episodio (2000)

### Sceneggiatori
Tra gli sceneggiatori sono accreditati:
- Eva Zahn in 8 episodi (1998-2000)
- Volker A. Zahn in 8 episodi (1998-2000)
- Franziska Buch in 2 episodi (1999)
- Wolfgang Büld in 2 episodi (1999)
- Christin Kelling in 2 episodi (1999)
- Ljubisa Ristic in 2 episodi (1999)

## Distribuzione
La serie fu trasmessa in Germania dal 20 novembre 1998 all'11 agosto 2000 sulla rete televisiva ZDF. In Italia è stata trasmessa dall'aprile del 2003 su RaiDue con il titolo Ultima analisi: omicidio.

## Episodi
| Stagione         | Episodi | Prima TV Germania |
| ---------------- | ------- | ----------------- |
| Prima stagione   | 6       | 1998-1999         |
| Seconda stagione | 6       | 2000              |